# Daybreak (film 1918)
Daybreak  è un film muto del 1918 diretto da Albert Capellani. La storia è l'adattamento cinematografico della commedia drammatica Daybreak, scritta da Jane Murfin e Jane Cowl, rappresentata a Broaway all'Harris Theatre dal 12 agosto all'ottobre 1917.
È la prima volta che nei credits di un film appare il nome della commediografa Jane Murfin, che parteciperà a vario titolo, nella sua carriera, a circa 70 film.

## Produzione
Il film fu prodotto dalla Metro Pictures Corporation.

## Distribuzione
Distribuito dalla Metro Pictures Corporation, il film uscì nelle sale cinematografiche USA il 7 gennaio 1918. In Francia, fu distribuito con il titolo Réconciliation.